# Architettura complementare
L'architettura complementare è un movimento nell'architettura contemporanea che promuove la pratica architettonica radicata nella comprensione globale del contesto, con l'obiettivo di contribuire all'ambiente in modo tale da continuare e migliorare o enfatizzare le sue qualità preesistenti. Le caratteristiche indispensabili dell'architettura complementare includono la sostenibilità, l'altruismo, il contestualismo, l'endemismo e la continuità del linguaggio di design regionale specifico.
L'architettura complementare si verifica all'intersezione di pattern locali e linguaggi di progettazione. Un pattern language rappresenta un insieme di regole più o meno formalizzate di interazione umana con forme costruite, risultanti da soluzioni pratiche sviluppate nel tempo secondo la cultura locale e le condizioni naturali. Un linguaggio di progettazione in architettura è un insieme di standard geometrici (formali) e materiali utilizzati negli edifici e in altre strutture artificiali, tradizionalmente derivanti dai materiali locali e dalle loro proprietà fisiche.
L'architettura complementare interpreta la triade vitruviana per l'uso contemporaneo, mappando la durabilità (firmitas) contro aspetti di sostenibilità più ampia, l'utilità (utilitas) contro l'altruismo e il servizio alla società e la bellezza individuale (venustas) contro l'armonia con un contesto più ampio, l'identità regionale e lo spirito di posto.

## Esempi contemporanei

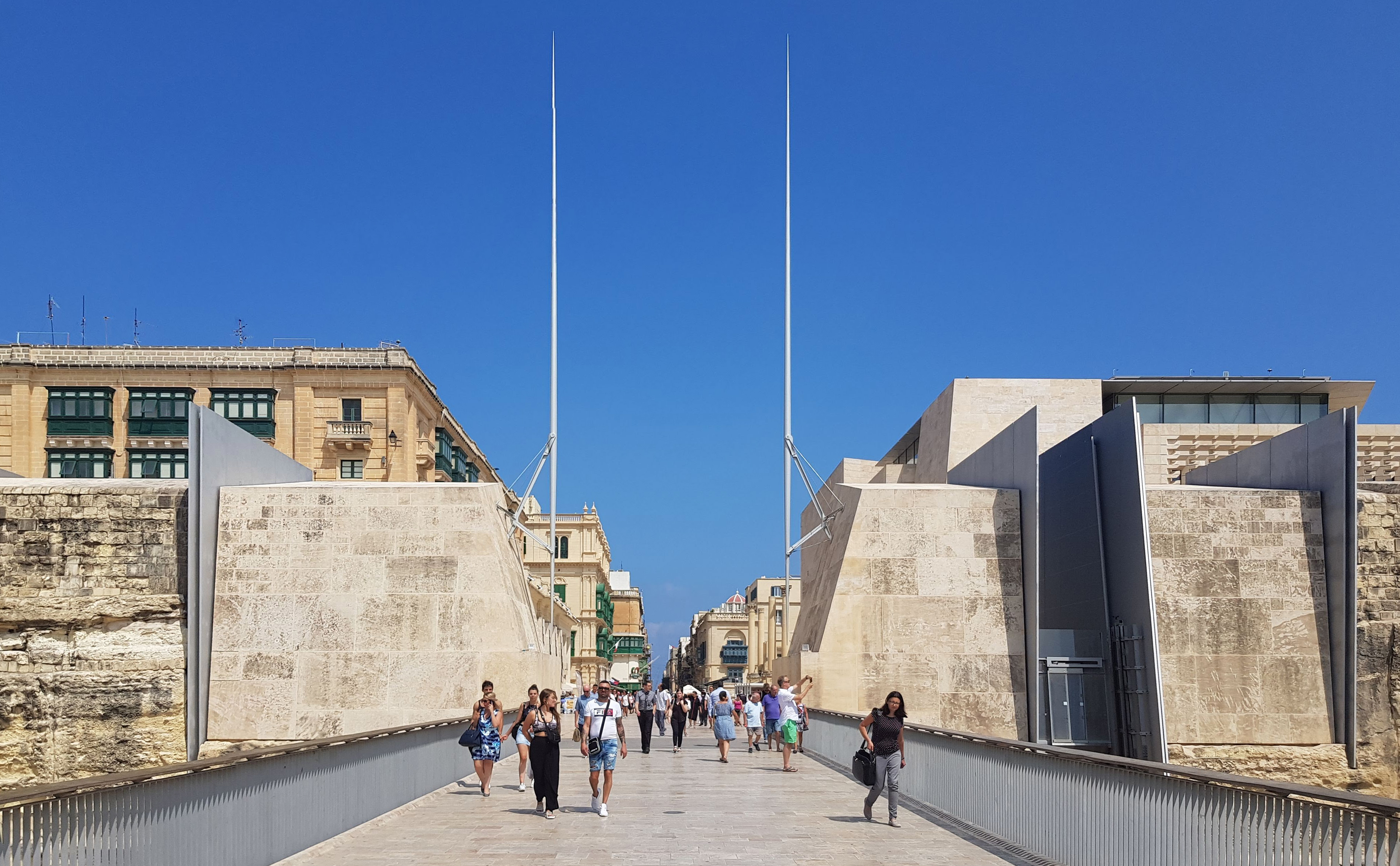
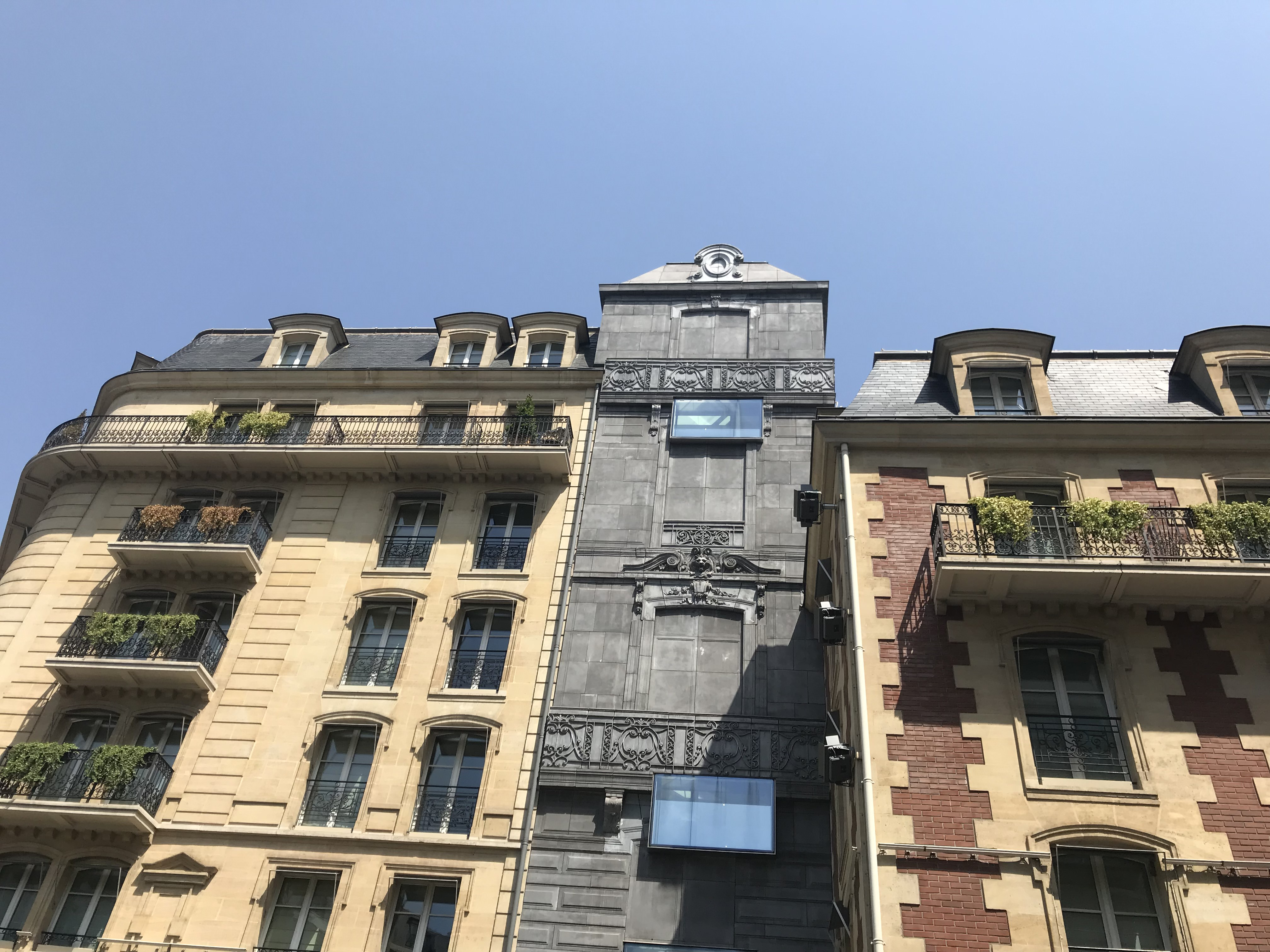
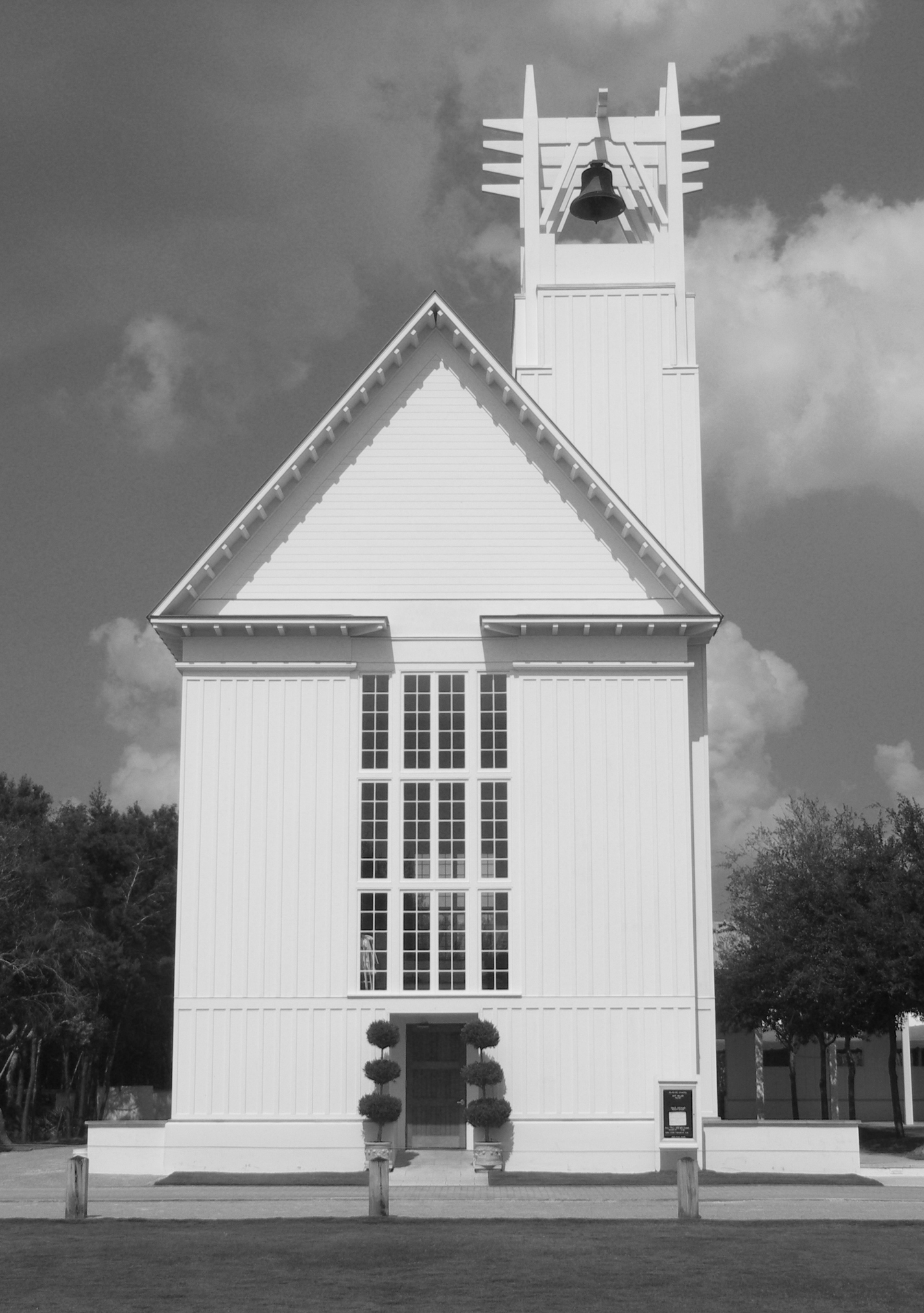
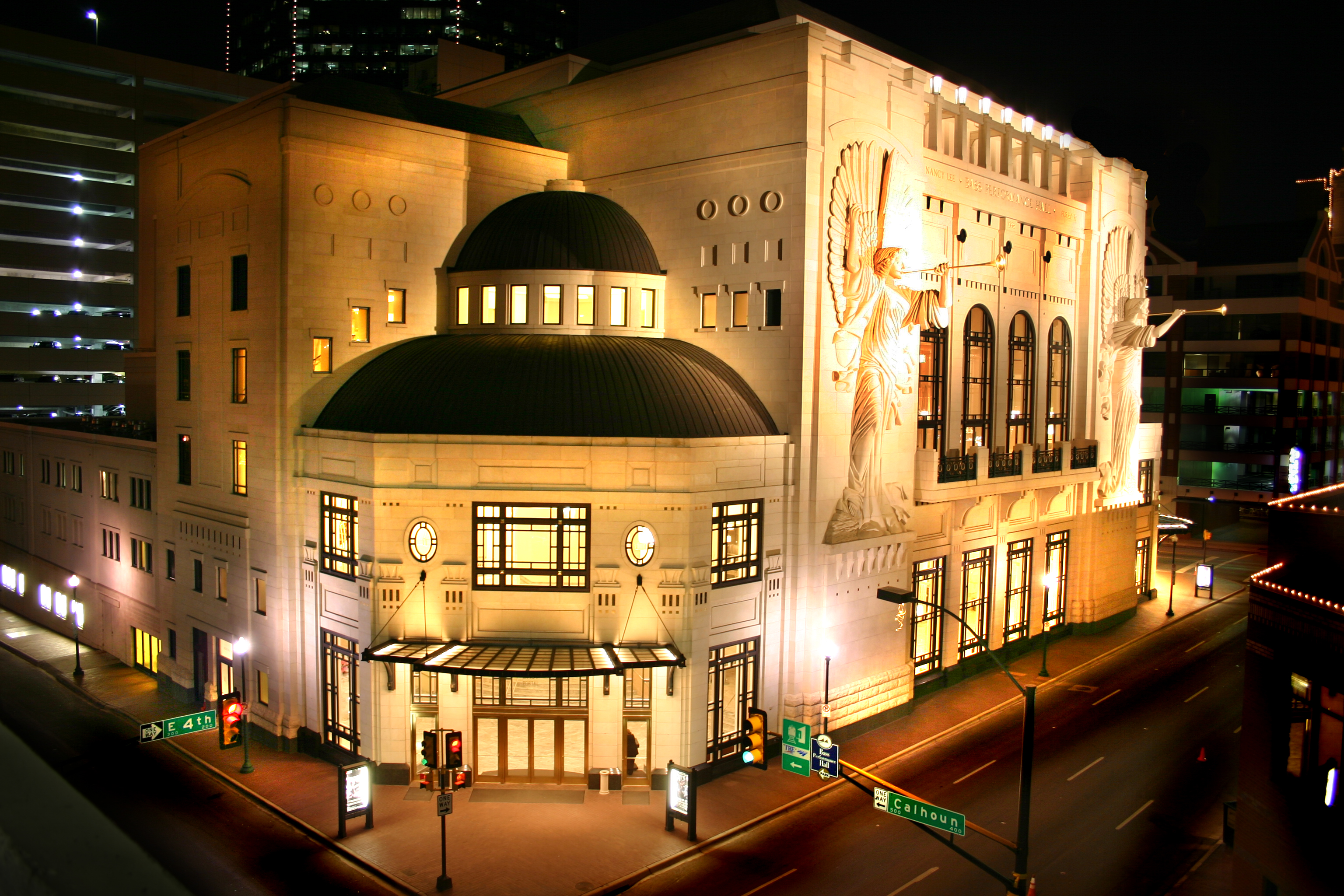
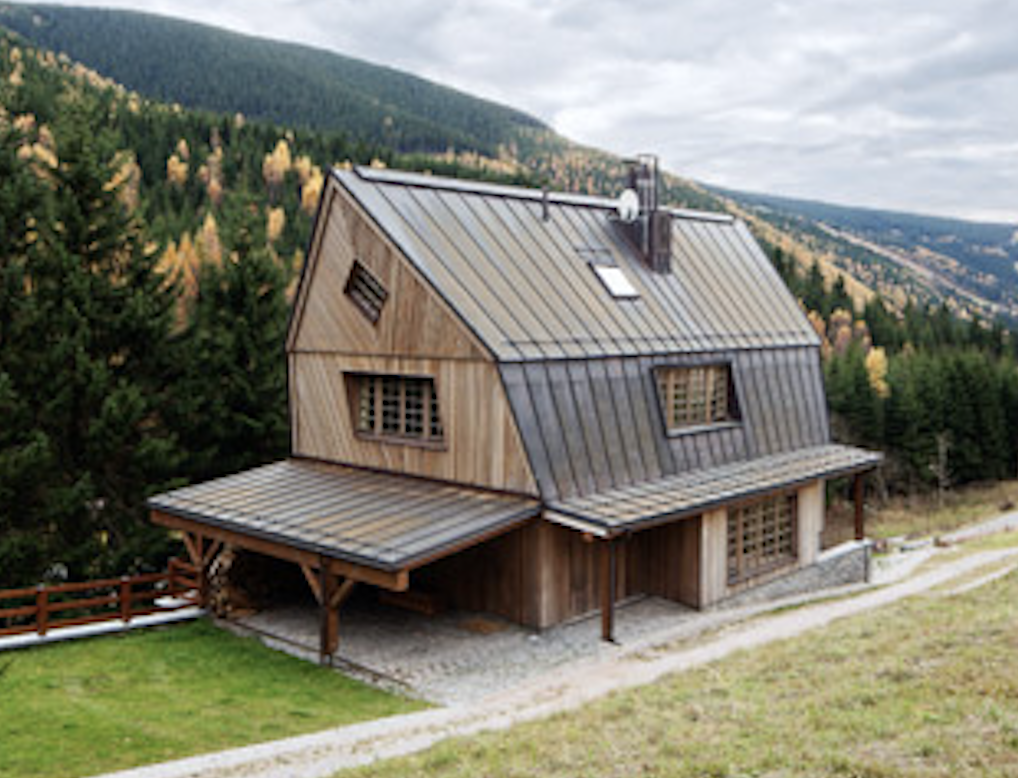
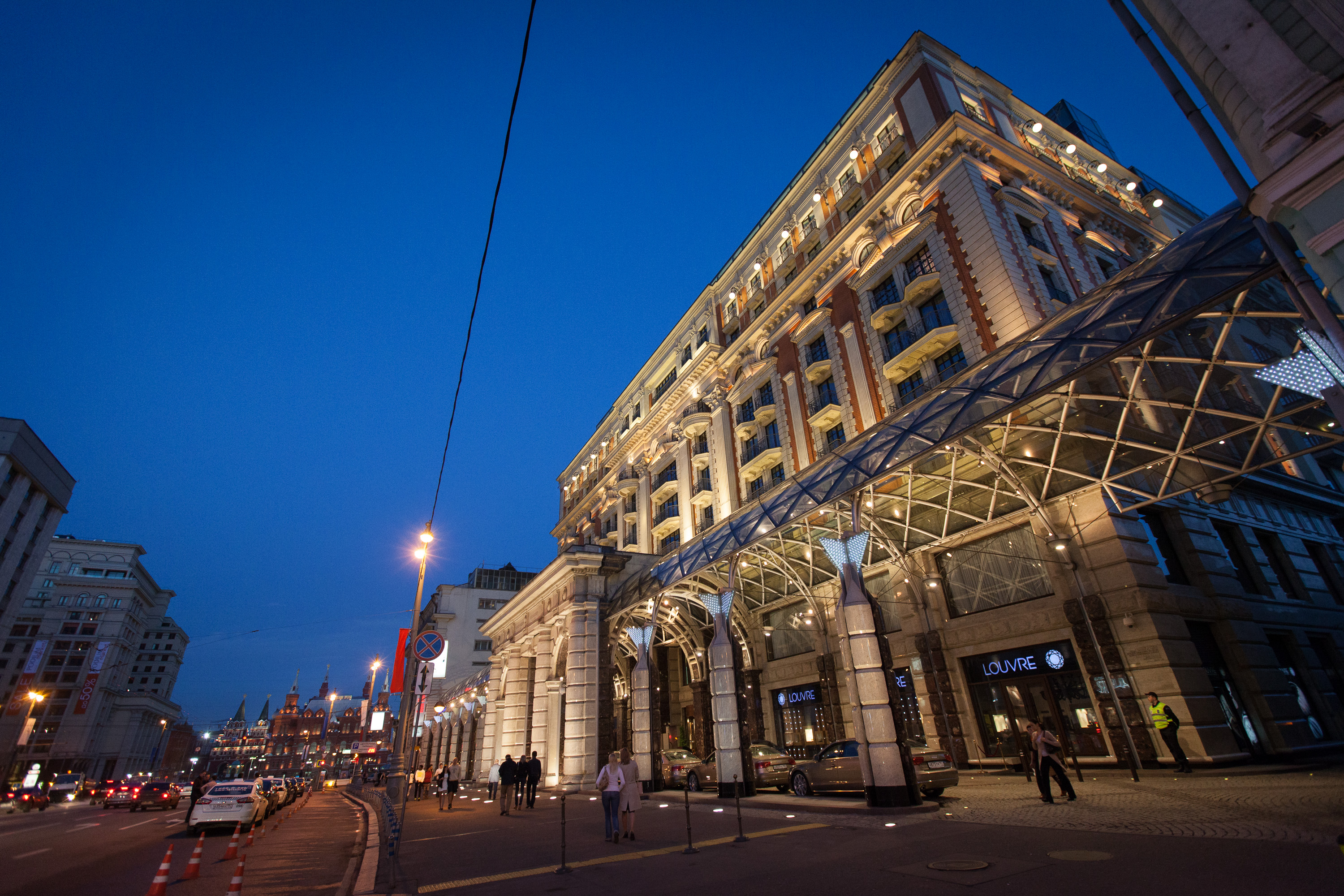
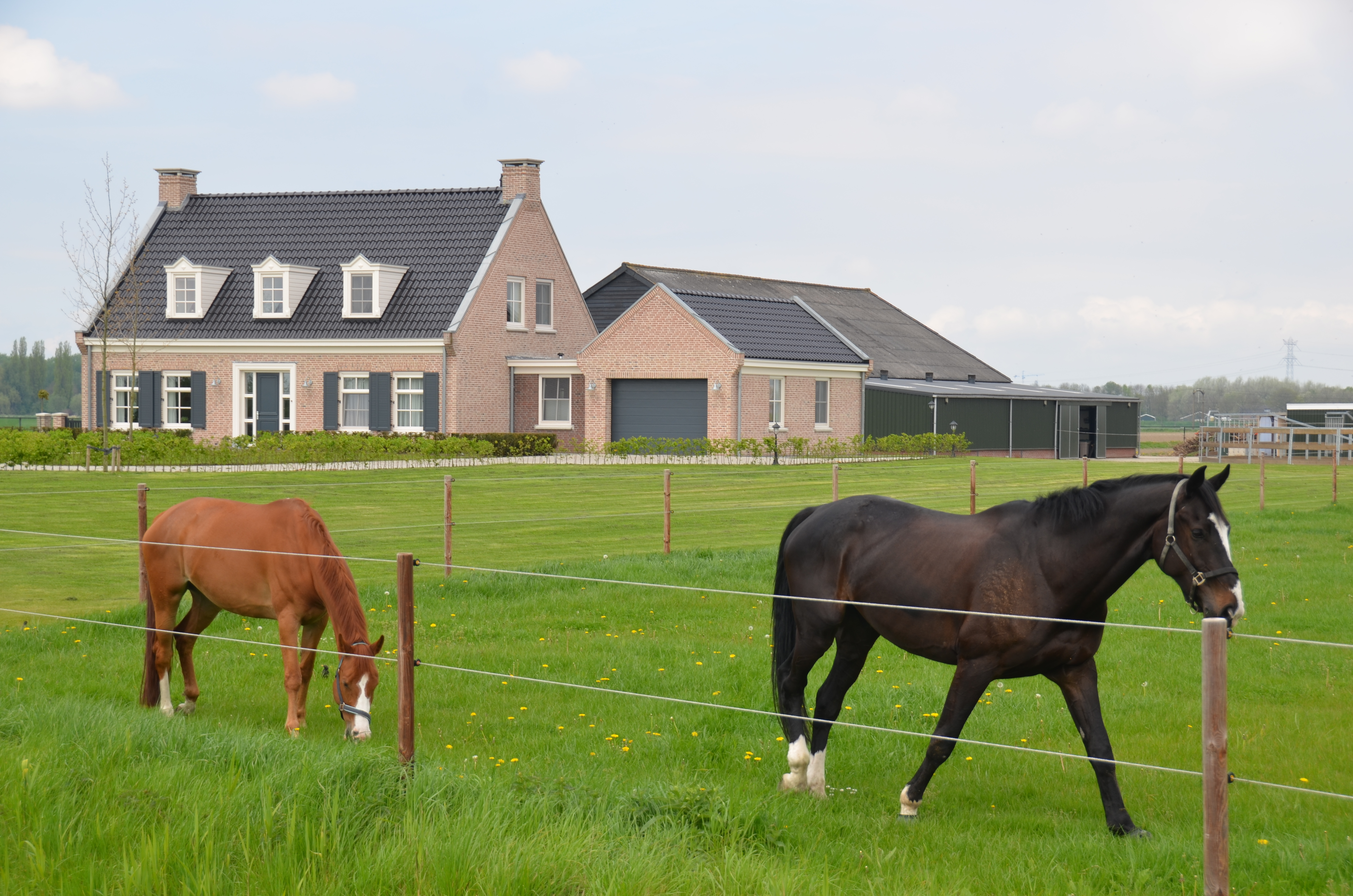
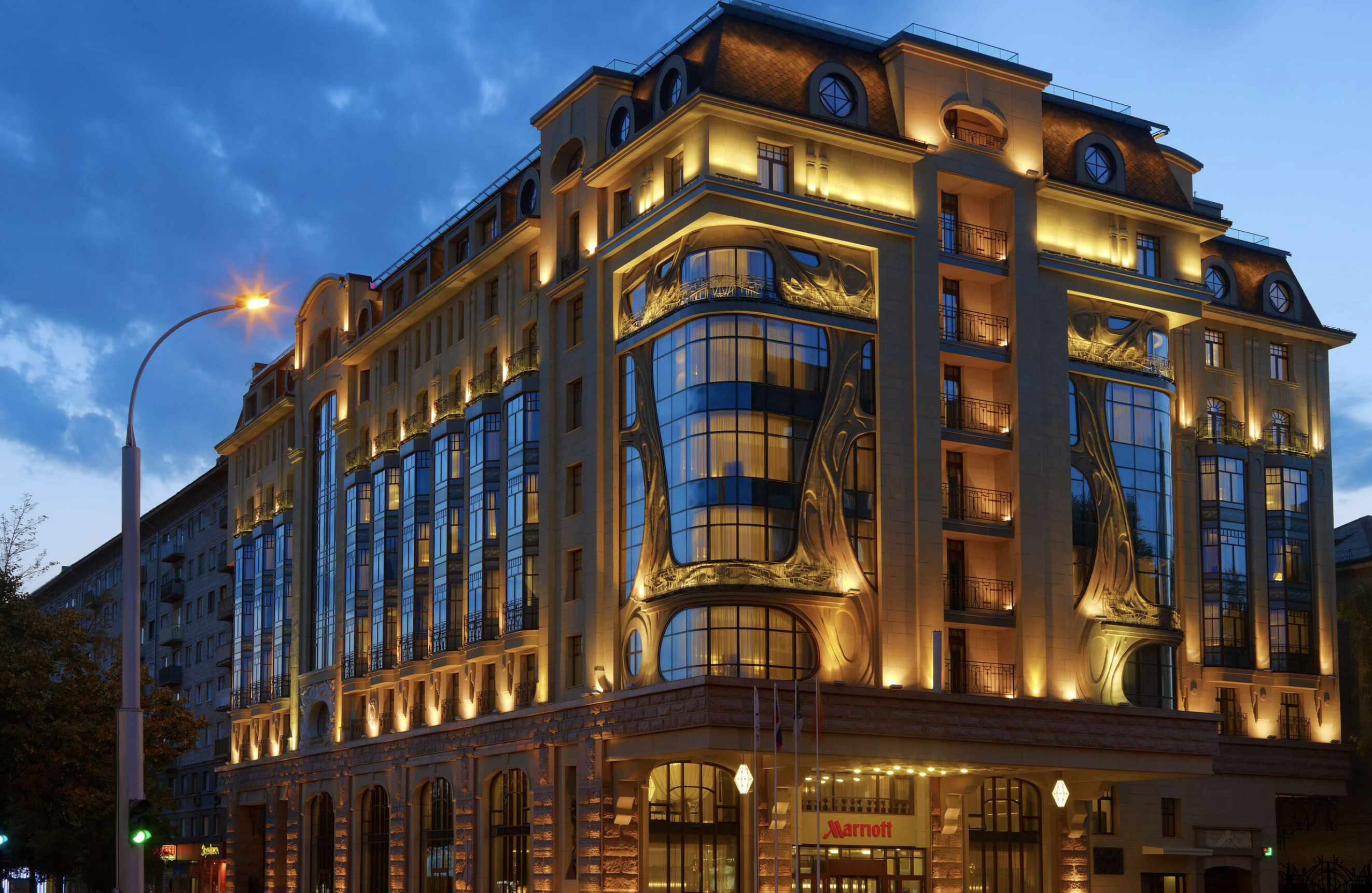
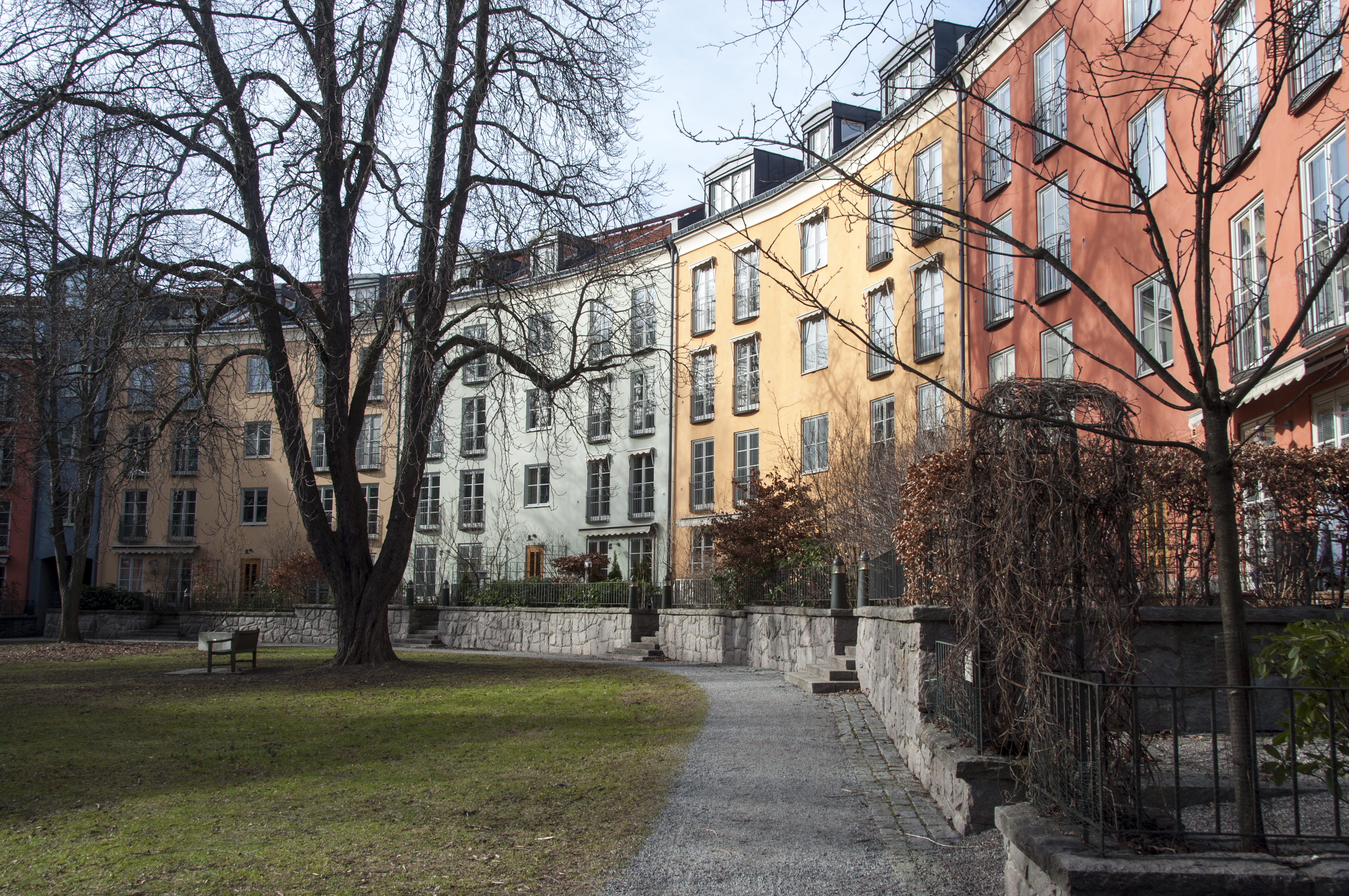
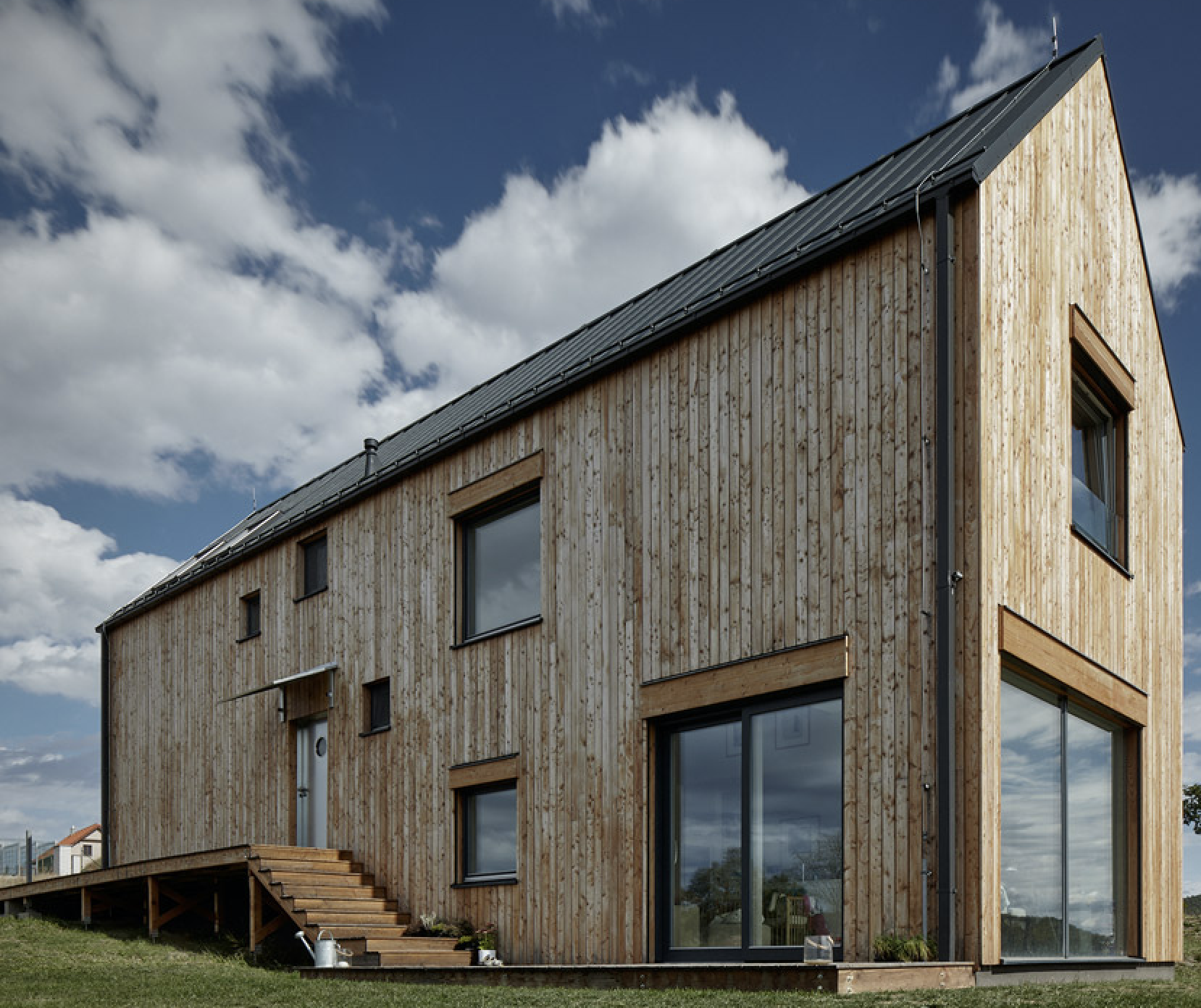
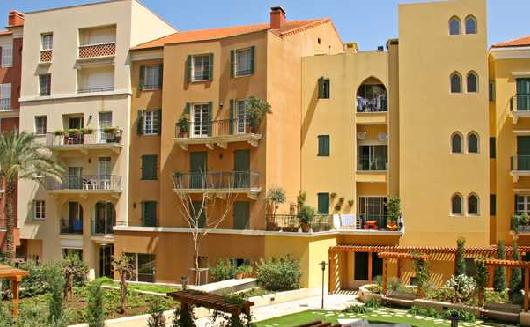
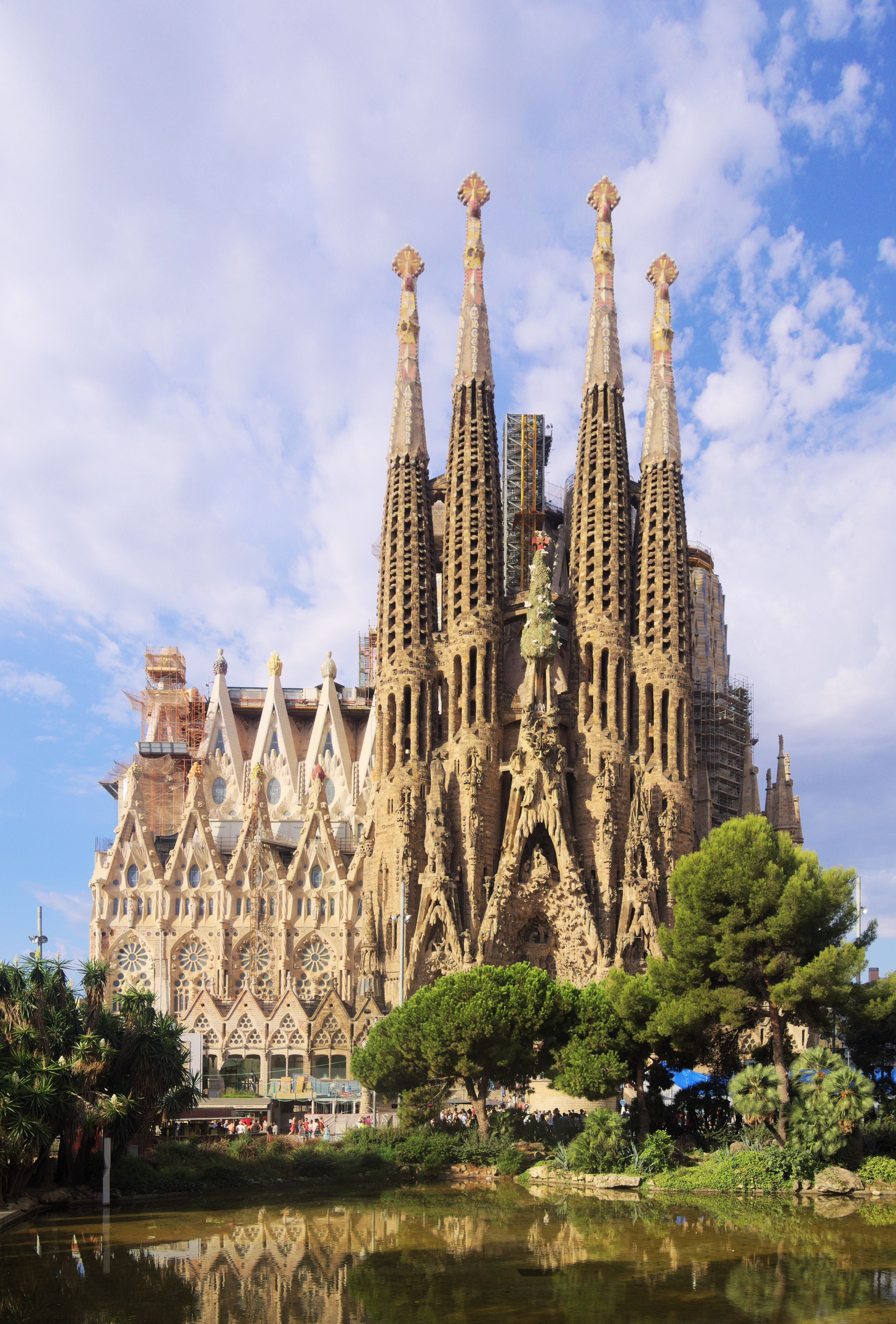
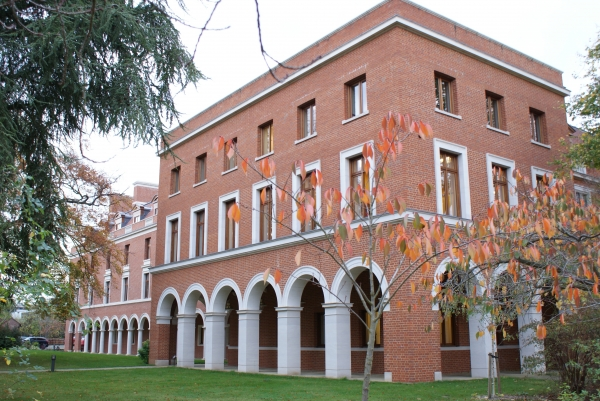
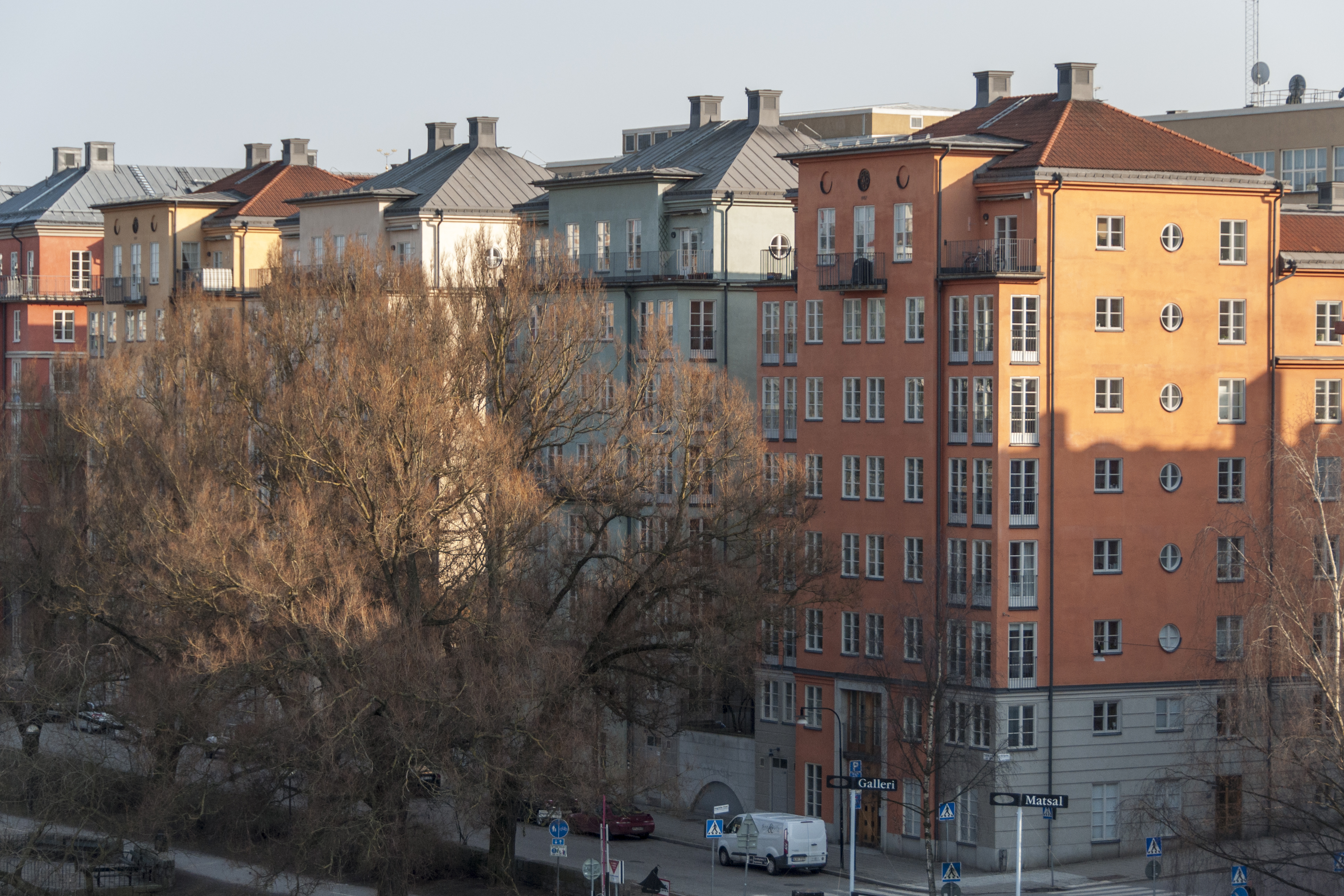

## Etimologia
Il termine è stato coniato dall'architetto australiano Jiri Lev in Manifesto of Complementary Architecture, formulato per la prima volta nel 2015, in risposta al crescente impatto delle tendenze del design globalizzato e alla loro mancanza di sensibilità locale. La parola complemento ha radici nel latino complementum, da complēre a riempire, completare e rimane fedele a quell'origine nella sua ortografia e nei suoi significati che hanno a che fare con il completamento o l'adempimento.

## Continuità in architettura
Storicamente, gli ambienti degli edifici sono stati prodotti in modo continuo ed evolutivo piuttosto che come singoli eventi rivoluzionari. L'architettura complementare implica un'analisi sistematica delle tecniche tradizionali nel contesto di ambienti urbani vivaci, con l'obiettivo di riscoprire soluzioni sostenibili, stratificate, sfumate, contestuali e rispettose dell'ambiente per il tempo presente.

## Applicazioni
Praticamente tutta l'architettura vernacolare e formale tradizionale prodotta prima del XX secolo è un'architettura complementare a causa di vincoli materiali e culturali intrinseci, così come molte opere ispirate da alcuni movimenti contemporanei come l'architettura contestuale, l'architettura indigena, l'architettura organica o la nuova urbanistica.
La metodologia dell'architettura complementare è particolarmente utile laddove lo sviluppo contemporaneo penetra nel tessuto urbano storico compatto. Il design complementare rispetta il contesto architettonico introducendo con cura elementi di design contemporaneo.

## Viste critiche
Il movimento rifiuta specificamente la tendenza degli architetti contemporanei a costruire edifici piuttosto che città, trascurando il fatto che il valore di un edificio rimane nell'insieme architettonico, così come il contrasto del modernismo con la natura o il contesto per amore dell'innovazione come espediente e inevitabilmente distruttivo. Gli aderenti affermano che nel XX secolo si pensava che l'abdicazione degli elementi decorativi e delle forme tradizionali fosse un segno della ritrovata semplicità, solidarietà e sacrificio da parte dei socialisti e convenientemente conveniente dal lato capitalista della scena politica. Per estensione, che "quasi tutti gli edifici completati prima del XX secolo erano belli" e che la questione della bellezza nell'architettura contemporanea e futura è semplicemente una questione di "recupero delle vecchie abitudini".